# Ischnocnema izecksohni
Ischnocnema izecksohni é uma espécie de anfíbio  da família Brachycephalidae. Endêmica do Brasil, onde pode ser encontrada na Serra do Espinhaço e na Serra da Mantiqueira no estado de Minas Gerais.